# Staatliche Marineakademie Batumi
Die Staatliche Marineakademie Batumi (georgisch ბათუმის სახელმწიფო საზღვაო აკადემია) ist eine 1929 gegründete Universität in Batumi, einer Hafenstadt am Schwarzen Meer und Hauptstadt Adschariens im südwestlichen Georgien.

## Fakultäten
- Maritime Wissenschaften
- Business and Management